# Gregorio Selleri
Gregorio Selleri OP (ur. 12 lipca 1654 w Panicale, zm. 31 maja 1729 w Rzymie) – włoski kardynał.

## Życiorys
Urodził się 12 lipca 1654 roku w Panicale, jako syn Bernardina Selleriego i Eugenii Manichini, otrzymując na chrzcie imię Giuseppe. W 1669 roku wstąpił do zakonu dominikanów, a 25 lipca 1670 roku złożył profesję wieczystą. W 1677 roku przyjął święcenia kapłańskie, a następnie został teologiem Domu Papieskiego. 9 grudnia 1726 roku został kreowany kardynałem in pectore. Jego nominacja na kardynała prezbitera została ogłoszona na konsystorzu 30 kwietnia 1728 roku i nadano mu kościół tytularny Sant’Agostino. Zmarł 31 maja 1729 roku w Rzymie.